# Бокильяс-дель-Кармен
Бокильяс-дель-Кармен (исп. Boquillas del Carmen) — приграничный посёлок в Мексике, штат Коауила, входит в состав муниципалитета Окампо. Численность населения, по данным переписи 2020 года, составила 202 человека.

## Общие сведения
Посёлок расположен в 280 километрах от муниципального центра, на берегу Рио-Браво, по которой проходит государственная границе между США и Мексикой. Его основным видом деятельности является туризм. На противоположном берегу реки находится американский городок Бокильяс, штат Техас, расположенный в национальном парке Биг-Бенд.